# 吳育 (宋朝)
吳育（1004年—1058年5月19日），字春卿，建州浦城縣人。宋史與蘇東坡齊名。“自宋初以來，制策入三等，惟吳育與軾而已。”
禮部侍郎吳待問長子，少奇穎博學，天聖五年（1027年）丁卯科進士，禮部考試第一，授大理寺評事，升大理寺丞。出知臨安縣、諸暨縣、襄城縣，任知襄城縣時，執法嚴謹。時秦悼王趙廷美葬汝州，其子孫皆來汝州祭陵，隨從的宦官沿途向州縣索要財物，騷擾百姓，官民不勝其苦。吳育向朝廷力爭，限制其人數，由國家撥款購置祭品。歷官著作郎、直集賢院、蘇州通判。召為知太常禮院，改右正言。慶曆五年（1045年），拜右諫議大夫、樞密副使，改參知政事。遷資政殿大學士兼翰林侍讀學士、尚書左丞。嘉祐三年（1058年）去世，贈吏部尚書，諡正肅，葬於新鄭。歐陽修撰其墓誌銘。